# Тисно
Тисно (раније Тијесно) је место и средиште истоимене општине у саставу Шибенско-книнске жупаније, у северној Далмацији, Република Хрватска.

## Географија
Смештено је делом на Тишњанском полуострву, а делом на острву Муртеру. Теснац (по којем је Тисно и добило име) између острва и копна широк је само 38 метара, а преко теснаца је 1832. изграђен (данас покретан) мост. Новији део Тисног изграђен је на копненом пределу Гомилица.
Тисно се налази у непосредној близини главних далматинских градова Шибеника (28 km) Задра (56 km) и Сплита (100 km) с којима је повезан главним магистралним путем.

## Историја
Насеље се до територијалне реорганизације у Хрватској налазило у некадашњој великој општини Шибеник.

## Култура
Многи историјски налази доказ су насељавања овог подручја још у римско доба. Римска вила у Ивињу датира из 1. столећа наше ере.

## Становништво
Тишњани су, поред Бетињана, једино домицилно становништво на острву Муртеру. Према попису становништва из 2011. године, Тисно је имало 1.287 становника.
| Демографија | Демографија | Демографија |
| Година      | Становника  | Становника  |
| ----------- | ----------- | ----------- |
| 1971.       | 1.570       |             |
| 1981.       | 1.221       |             |
| 1991.       | 1.431       |             |
| 2001.       | 1.377       |             |
| 2011.       |             | 1.287       |

## Попис1991.
На попису становништва 1991. године, насељено место Тисно је имало 1.431 становника, следећег националног састава:
| Попис 1991.‍   | Попис 1991.‍  | Попис 1991.‍ | Попис 1991.‍ | Попис 1991.‍ |
| ------------- | ------------ | ----------- | ----------- | ----------- |
|               |              |             |             |             |
| Хрвати        | Хрвати       |             | 1.378       | 96,29%      |
| Срби          | Срби         |             | 15          | 1,04%       |
| Југословени   | Југословени  |             | 6           | 0,41%       |
| Албанци       | Албанци      |             | 4           | 0,27%       |
| Словенци      | Словенци     |             | 3           | 0,20%       |
| Немци         | Немци        |             | 1           | 0,06%       |
| Словаци       | Словаци      |             | 1           | 0,06%       |
| Црногорци     | Црногорци    |             | 1           | 0,06%       |
| остали        | остали       |             | 3           | 0,20%       |
| неопредељени  | неопредељени |             | 2           | 0,13%       |
| регион. опр.  | регион. опр. |             | 2           | 0,13%       |
| непознато     | непознато    |             | 15          | 1,04%       |
| укупно: 1.431 |              |             |             |             |

## Привреда
Становништво се углавном бави бави пољопривредом, али без већег профита. Главна делатност је туризам, који општини доноси највеће приходе. У заливу Макирина налази се природно купалиште са лековитим блатом. У насељу Бетина развијена је и бродоградња (са историјом дугом већ 260 година). Ту су створени и данас познати типови чамаца: гајета, леут, коћа... На Муртеру се становништво, између осталог, бави виноградарством, маслинарством, риболовом и вађењем песка и камења.

## Занимљивости
Један од претплатника на књигу Вука Стефановића Караџића Срби сви и свуда (1849) био је и жупник из Тисног, поп Јосип Рајмондић (стр. 134.).

## Галерија
- Тисно
- Мост у Тисном
- Поглед на Тисно с мора
- Трг у Тисном
- Поглед на острво Љутац из Тисна